# Naczyniaki starcze

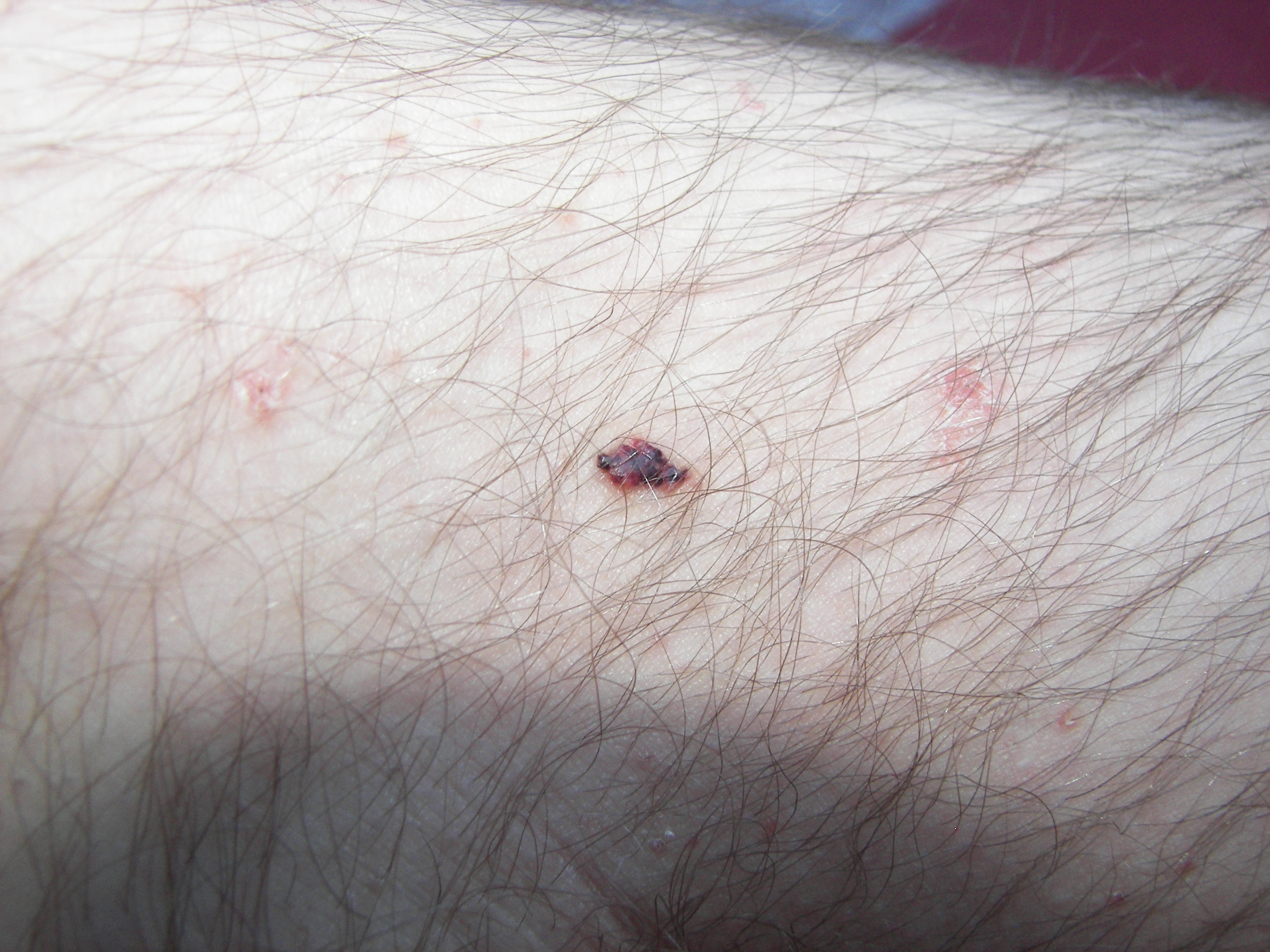
Naczyniak starczy

Naczyniaki starcze zwane także punktami rubinowymi lub objawem De Morgana – czerwone grudki wywołane nadmierną proliferacją naczyń krwionośnych. Nazwa objaw De Morgana (ang. Campbell De Morgan spots, dosłownie plamki De Morgana) pochodzi od nazwiska XIX-wiecznego brytyjskiego chirurga Campbella De Morgana, który pierwszy opisał tę przypadłość.
Naczyniaki starcze występują bardzo często, a ich liczba rośnie wraz z wiekiem. Zwykle mają wygląd kopulastych, czerwono zabarwionych wykwitów o średnicy od jednego do kilku milimetrów. Pojawiają się zazwyczaj około 30-40 roku życia i są najczęściej zlokalizowane na tułowiu. Uszkodzenie punktu rubinowego może wywołać krwawienie, co – jeśli się zdarza często – może być wskazaniem do jego usunięcia. Zabiegi usuwania są jednak przeprowadzane najczęściej z powodów kosmetycznych.

## Przyczyny powstawania
Badania wskazują, że naczyniaki starcze mogą powstawać na dwa sposoby: na drodze angiogenezy (powstawanie naczyń włosowatych z już istniejących) oraz waskulogenezy (powstawanie nowych naczyń krwionośnych, zwykle podczas rozwoju embrionalnego i płodowego). 
Wyniki pierwszych badań próbujących wyjaśnić molekularne i genetyczne podłoże powstawania naczyniaków starczych zostały opublikowane w 2010 roku. Wykazano, że poziomy MicroRNA 424 w naczyniakach są istotnie zredukowane w porównaniu do normalnej skóry, co owocowało zwiększeniem ekspresji białek MEK1 oraz cykliny E1. W wyniku inhibicji mir-424 w normalnych komórkach śródbłonka zaobserwowano podobne zwiększenie ekspresji białek MEK1 oraz cykliny E1, które wywołały proliferację komórki, co jest istotne dla rozwoju naczyniaka starczego. 
Związkami chemicznymi powodującymi powstawanie naczyniaków starczych są: gaz musztardowy, 2-butoxyetanol, bromki oraz cyklosporyna. 
W porównaniu do normalnej skóry zaobserwowano zwiększoną gęstość w naczyniakach starczych komórek tucznych.

## Leczenie
W rzadkich przypadkach naczyniaki starcze wymagają usunięcia. Tradycyjnie stosuje się metody kriochirurgii lub elektrochirurgii (zniszczenie/spalenie tkanki przy użyciu sondy posiadającej ładunek elektryczny). Nowszymi stosowanymi metodami są: metoda pulsacyjnego lasera barwnikowego oraz Intensywne Światło Pulsacyjne (IPL).
W przyszłości może zaistnieć możliwość leczenia przy użyciu miejscowo działającego inhibitora MEK1 oraz cykliny E1. Mirycetyna jest naturalnym inhibitorem MEK1. 

## Rozwój
U większości pacjentów obserwuje się zwiększanie się liczby naczyniaków starczych wraz z wiekiem. Nie są one zagrożeniem dla zdrowia i nie mają żadnej relacji z tkankami nowotworowymi.